# Dirk Brouwer
Dirk Brouwer (n. 1 septembrie 1902, Rotterdam, Țările de Jos – d. 31 ianuarie 1966, New Haven, Connecticut, SUA) a fost un astronom americano-olandez. Din anul 1941 până în anul 1966 a fost editor al revistei Astronomical Journal. S-a specializat în mecanica cerească. Împreună cu Gerald Clemence a scris manualul „Metodele Mecanicii Celeste”.

## Premii
- Medalia de Aur a Societății Astronomice Regale (anul 1955)
- Medalia Bruce (anul 1966)

## Numite după el
- Asteroidul 1746 Brouwer
- Craterul Brouwer de pe Lună (împreună cu matematicianul Luitzen Egbertus Jan Brouwer)
- Premiul Dirk Brouwer al Diviziei de Astronomie Dinamică a Societății Astronomice Americane
- Premiul Dirk Brouwer al Societății Americane de Astronautică

## Legături externe
- Bruce Medal page Arhivat în 26 aprilie 2005, la Wayback Machine.
- Awarding of Bruce medal
- Awarding of RAS gold medal
- National Academy of Sciences Biographical Memoir

### Necrologuri
- AJ 71 (1966) 76 (un paragraf)
- Obs 86 (1966) 92 (o linie)
- PASP 78 (1966) 104 (o linie, a se vedea și )
- QJRAS 8 (1967) 84